# Heinz Valk
Heinz Valk, all'anagrafe Heinrich Valk (Gatčina, 7 marzo 1936), è un artista, disegnatore, politico e attivista estone, militante attivista, uno dei membri fondatori del Fronte Popolare estone e  fautore del ritorno dell'indipendenza estone.
Heinz Valk è famoso per aver coniato il termine di Rivoluzione cantata (in estone: laulev revolutsioon). 
Il suo slogan "Un giorno vinceremo in ogni caso"(in estone: Ükskord me võidame niikuinii) è stata una delle frasi più celebri, durante la fine degli anni ottanta e l'inizio degli anni novanta, utile per descrivere lo sforzo e la lotta, pacifica ma fermamente determinata, per riguadagnare l'indipendenza dell'Estonia dopo quasi cinquant'anni di occupazione sovietica, agli inizi degli anni novanta. Fino ad allora l'oppressione sovietica nei Paesi baltici restava l'unico caso di occupazione straniera ancora presente negli stati europei, dalla fine della Seconda guerra mondiale. Per le repubbliche baltiche la Seconda guerra mondiale è praticamente terminata solo nel 1991.  
È stato anche un attivista militante ed ora è politico dell'Estonia